# Kazimierz Gryglas

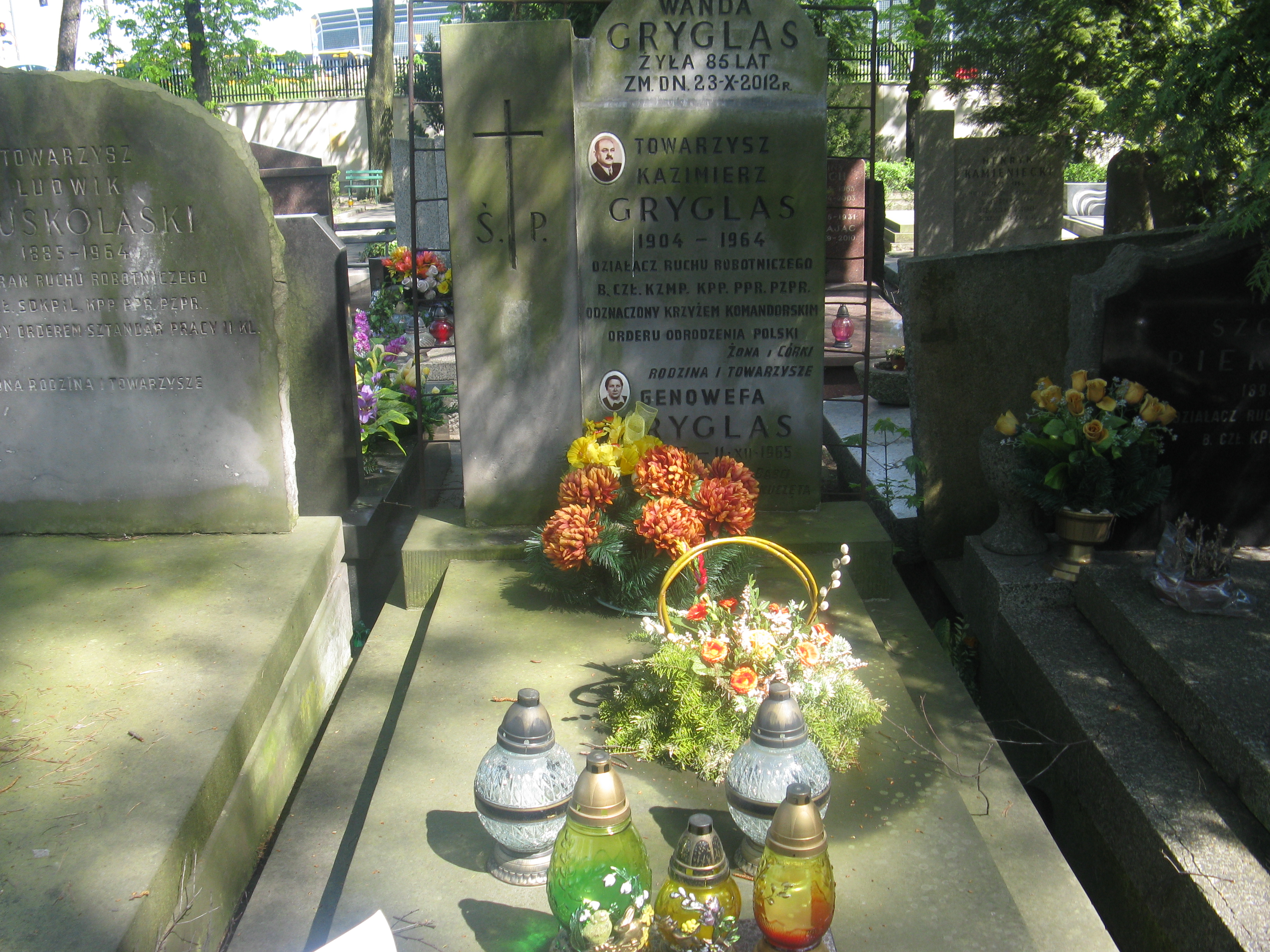
Grób Kaizmierza Gryglasa na Cmentarzu Wojskowym na Powązkach

Kazimierz Gryglas pseud. Doktor, Maciek, Janek, Marian (ur. 7 sierpnia 1904 w Warszawie, zm. 2 czerwca 1964 tamże) – działacz komunistyczny.
Syn kotlarza Juliana, skończył szkołę podstawową i praktykował w warsztatach mechanicznych, równocześnie ucząc się w szkole rzemieślniczej. Od 1923 pomocnik frezera w fabryce budowy parowozów, działał w Związku Młodzieży Komunistycznej (ZMK) (później KZMP) od 1924. Był jednym z najaktywniejszych działaczy Wydziału Żołnierskiego ZMK. 25 stycznia 1925 aresztowany i  osadzony na Pawiaku, potem na rok w mokotowskim więzieniu. Zwolniony z pracy za działalność komunistyczną, został sezonowym robotnikiem budowlanym. Od października 1926 do marca 1928 odbywał służbę wojskową we Włodawie, później został członkiem Komitetu Warszawskiego ZMK i latem 1928 reprezentował warszawską organizację ZMK na IV Plenum KC ZMK. Uczestnik obrad V Kongresu Komunistycznej Międzynarodówki Młodzieży w Moskwie jesienią 1928, podczas powrotu przez Niemcy aresztowany za nielegalne przekroczenie granicy. Po powrocie wstąpił do KPP, na polecenie której rozpoczął również działalność w PPS-Lewicy. Został sekretarzem okręgowym PPS-Lewicy w Białymstoku, w kwietniu 1929 z ramienia PPS-Lewicy kierował kampanią wyborczą do Rady Miejskiej w Grodnie, za co został na krótko uwięziony. 20-21 czerwca 1929 w Warszawie na I Zjeździe PPS-Lewicy został wybrany do Komitetu Centralnego. 3 sierpnia 1929 aresztowany w Białymstoku i skazany na 1,5 roku więzienia, podczas odbywania kary był starostą komuny więziennej. W marcu 1931 zwolniony, pracował w ZLCh „Samopomoc” w Białymstoku do jej rozwiązania. W styczniu 1932 został członkiem Komitetu Okręgowego (KO) KPP w Lublinie, w maju 1932 aresztowany w Warszawie na pół roku, zwolniony z braku dowodów. W KPP działał do jej likwidacji w 1938. Podczas okupacji pracował na budowach, po styczniu 1945 wstąpił do PPR, potem PZPR. Pracował w Centralnym Zarządzie Przemysłu Mięsnego, Warszawskich Zakładach Fotochemicznych „Foton” i (od maja 1953) Przedsiębiorstwie Zmechanizowanych Robót Ziemnych. W 1949 decyzją Wojewódzkiej Komisji Kontroli Partyjnej (WKKP) wydalony z partii za „popełnienie nadużyć przy rozdziale mięsa”; prawa członka PZPR przywrócono mu 14 sierpnia 1956, a w 1964 przyznano mu rentę dla zasłużonych. Był odznaczony Krzyżem Komandorskim Orderu Odrodzenia Polski. Został pochowany na wojskowych Powązkach (kwatera 2C-10-15).